# Liberálnědemokratická strana Německa

Vlajka strany

Liberálnědemokratická strana Německa (Liberal-Demokratische Partei Deutschlands, LDPD) byla politická strana v Německé demokratické republice. Její ideologií byl liberalismus.
Byla založena 5. července 1945 v Berlíně. Navázala na odkaz předválečné Německé demokratické strany.
Od roku 1950 byla součástí Národní fronty NDR a podřizovala se vedoucí úloze Sjednocené socialistické strany Německa. Ve sněmovně (Volkskammer) měla garantováno 52 poslaneckých míst. Tiskovým orgánem byl Der Morgen. V roce 1987 měla 106 000 členů. Spolupracovala s Československou stranou socialistickou.
V roce 1990 se sloučila se Svobodnou demokratickou stranou.

## Předsedové
- Waldemar Koch (1945)
- Wilhelm Külz (1945–1948)
- Arthur Lieutenant (1948–1949)
- Karl Hamann, Hermann Kastner (1949–1952)
- Hans Loch (1952–1960)
- Max Suhrbier (1960–1967)
- Manfred Gerlach (1967–1989)
- Rainer Ortleb (1989–1990)